# In natura
Att få betalt in natura innebär att betalningen består av något annat än penningmedel, till exempel kost och logi eller att man får del av det man producerat. Om man exempelvis har huggit ved för annans räkning får man betalt med några säckar ved. Det kan också vara att man får betalt i andra förnödenheter, till exempel kläder. Då del av lön betalas in natura kallas det naturaförmån.
När de flesta jordbruk var självhushåll brukade skatt och tionde betalas in natura. Systemet kallas naturahushållning.
I modernt språkbruk förekommer in natura också som omskrivning för sexuellt umgänge som gentjänst eller betalning.[källa behövs] Uttrycket förekommer också i den försvenskade formen i natura.